# Pietro Locatelli

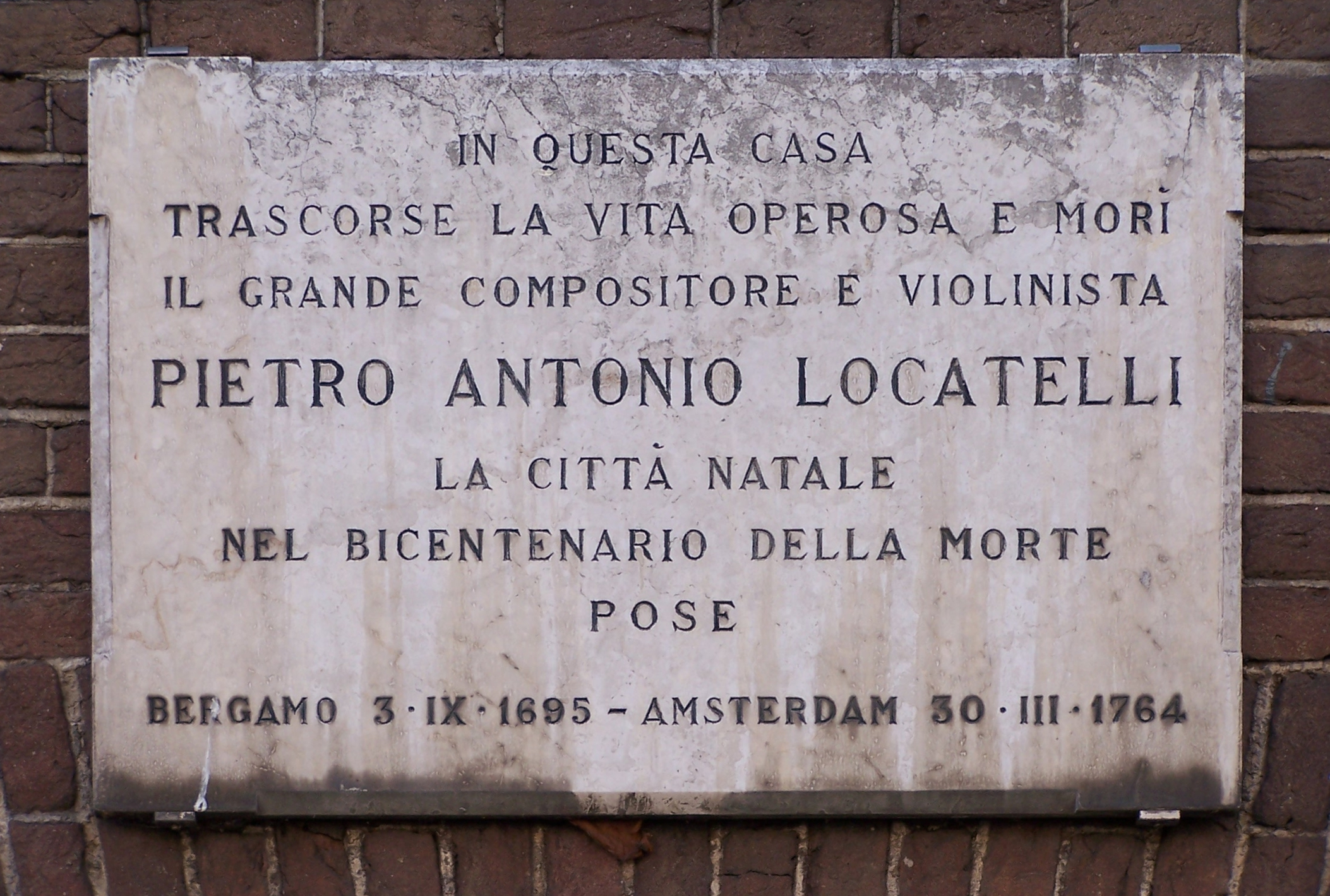
Plaquette Prinsengracht 506, Amsterdam

Pietro Antonio Locatelli (Bergamo, 3 september 1695 – Amsterdam, 30 maart 1764) was een Italiaanse componist en violist uit de barokperiode, die vanaf 1729 tot zijn dood in Amsterdam woonde.

## Levensloop
Hij studeerde in Rome bij Giuseppe Valentini (1681-1747). Na een aantal concertreizen door Frankrijk en Duitsland vestigde Locatelli zich in 1729 in Amsterdam, waar hij vioolles gaf, Italiaanse snaren verkocht en een muziekuitgeverij had. Hij componeerde er ook voor een Collegium Musicum dat hij leidde en dat uit welvarende muziekliefhebbers bestond.
Als virtuoos violist componeerde Locatelli vooral voor de viool. Zijn belangrijkste publicatie is wellicht de Arte del violino, opus 3, een bundel van twaalf concerti voor viool, orkest en basso continuo. Dit bevat 24 technisch zeer moeilijke capriccio's voor soloviool. Deze konden als uitgebreide cadens worden gespeeld. Tegenwoordig worden deze capriccio's veelal als aparte werken uitgevoerd. Men kan ze als een indirecte voorloper van de 24 Capriccio's voor viool op. 1 van Niccolò Paganini beschouwen.
Verder schreef hij vioolsonates, concerti grossi en een bundel sonates voor traverso (opus 2). Locatelli breidde het concertino van het concerto grosso uit van een trio, bestaande uit twee violen en een cello, tot een kwartet door een altviool toe te voegen.
Zijn vroege composities vertonen invloeden van Arcangelo Corelli, van wie hij een leerling was. Zijn latere stijl is meer te vergelijken met die van Antonio Vivaldi. Hij was een tijdgenoot van Jean-Marie Leclair, met wie hij samen speelde, onder meer in Londen en aan het hof van Kassel. Hij gaf hem ook vioolles toen Leclair van 1738 tot 1743 in Holland verbleef. Volgens de overlevering speelde Leclair "als een engel" en Locatelli "als een duivel".
Hij stierf in 1764 in zijn huis aan de Prinsengracht 506 en is begraven in de Engelse hervormde kerk op het Begijnhof.
De door de Nederlandse musicoloog Albert Dunning gestichte Stichting Pietro Antonio Locatelli, die in Amsterdam en Cremona is gevestigd, houdt zich bezig met de erfenis van deze Italiaanse vioolvirtuoos.

## Werken van Locatelli
- Opus 1 - 1721: 12 concerti grossi
- Opus 2 - 1732: 12 sonates voor fluit en basso continuo
- Opus 3 - 1733: L’Arte del violino – 12 vioolconcerten en 24 capricci voor vioolsolo
- Opus 4 - 1735: 6 ouvertures met 6 concerti grossi
- Opus 5 - 1736: 6 triosonates
- Opus 6 - 1737: 12 sonates voor viool en met basso continuo
- Opus 7 - 1741: 6 concerti grossi
- Opus 8 - 1744: 6 vioolsonates en 4 triosonates
- Opus 9 - 1762: 6 concerti grossi
- Hiernaast zijn van Locatelli 'losse', ongepubliceerde solosonates overgeleverd voor violoncello, traverso en viool met basso continuo.

## Trivia
- De Nederlandse schilder Cornelis Troost maakte een portret van Locatelli dat zich bevindt in het prentenkabinet van het Rijksmuseum Amsterdam.
- Locatelli is wellicht het bekendst van een stuk dat niet bestaat. Master and Commander, de eerste roman in de serie Aubrey-Maturin van Patrick O'Brian, begint met de zin: "De muziekkamer in het huis van de gouverneur in Port Mahon, een hoog, fraai, achthoekige ruimte met pilaren, werd gevuld met het triomfantelijke eerste deel van Locatelli's Kwartet in C majeur." Voor zover bekend heeft Locatelli geen kwartetten geschreven.
- In Amsterdam-Zuid vormt de naam van de Locatellikade, die ligt langs het Zuider Amstelkanaal, een eerbetoon aan de componist.